# Mannswörth
Mannswörth ist ein Dorf mit 2201 Einwohnern (Stand 1. Jänner 2024) in Niederösterreich und gehört zur politischen Stadtgemeinde Schwechat. Das Dorf ist die einzige Siedlung in der gleichnamigen 25,21 km² großen Katastralgemeinde, auf deren Gebiet sich auch der Großteil des Wiener Flughafens Schwechat befindet.

## Lage
Das aus einem Uferzeilendorf hervorgegangene Straßendorf befindet sich bei der Mündung der Schwechat in die Donau. Es wird heute nach Süden hin durch das ausgedehnte Gelände der Raffinerie Schwechat bzw. der Ost-Autobahn begrenzt und nach Norden hin von der Donau.

## Geschichte
Der Ort wird erstmals 1058 als Mandeswerde genannt, was Insel eines Mannes namens Mand bedeutet, und war seit Mitte des 11. Jahrhunderts eine Urpfarre. Ab 1850 selbstständige Gemeinde, wurde Mannswörth 1938 von Niederösterreich abgetrennt und von der NS-Diktatur nach Wien eingemeindet.
1945 fiel der Ort in die sowjetische Besatzungszone Niederösterreich, blieb aber verwaltungsrechtlich noch mit dem nach der Auflösung Groß-Wiens wieder zu verkleinernden Wien verbunden. 1954 gab die sowjetische Besatzungsmacht ihr Veto gegen solche Änderungen auf. Dann wurde Mannswörth in die ebenfalls wieder niederösterreichisch gewordene Stadt Schwechat einbezogen.

## Kultur und Sehenswürdigkeiten

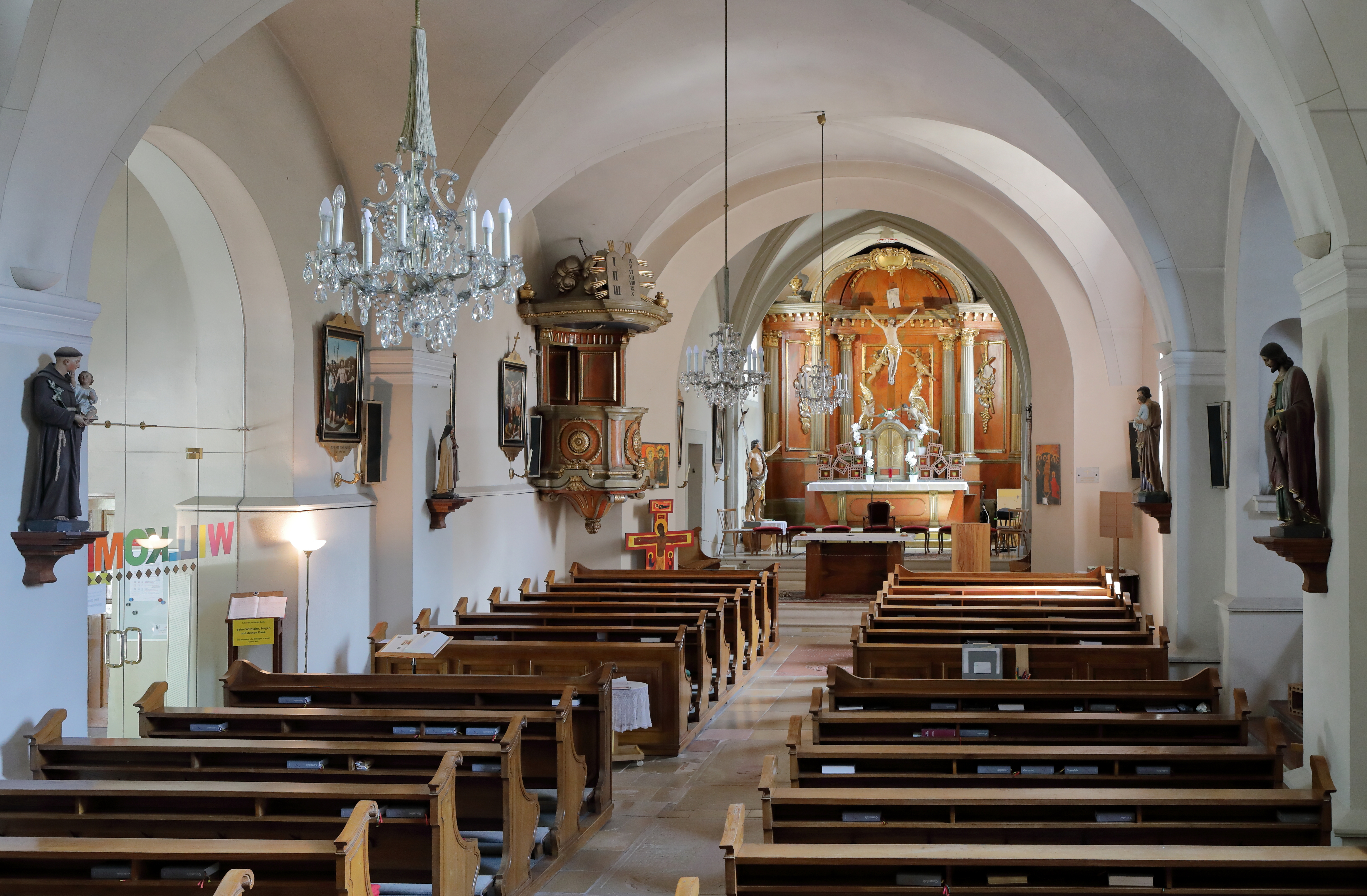
Innenansicht der Pfarrkirche Mannswörth

- Katholische Pfarrkirche Mannswörth hl. Johannes der Täufer: Mannswörth ist eine Urpfarre, die vor 1147 dem Bistum Passau unterstellt wurde. Sie erstreckte sich über Schwechat, Himberg, Schwadorf, Wienerherberg, Rauchenwarth und Ebergassing. Die Kirche befindet sich am östlichen Ortsrand und ist von einem weitläufigen Kirchhof umgeben. Die langgezogene Saalkirche besteht aus einem barocken Langhaus, einem gotischen fünfgeschoßigen Wehrturm und einem gotischen Chor. Südseitig ans Langhaus ist eine achteckige Kapelle angebaut, die Mitte des 17. Jahrhunderts errichtet wurde. Der Hochaltar ist ein bemerkenswerter spätbarocker-frühklassizistischer Tempietto aus der Mitte des 18. Jahrhunderts.

## Wirtschaft und Infrastruktur

### Bildung
In Mannswörth befinden sich ein Kindergarten und eine Volksschule.

### Altlasten
Von 1965 bis 1979 wurde beim Weißen Kreuz eine aufgelassene Kiesgrube zur Deponierung von Hausmüll und hausmüllähnlichen Abfällen genutzt, wobei teilweise sehr hohe Anteile an Kunststofffolien, geschredderten Autoreifen und Papier verfüllt wurde. Diese Ablagerungen weisen hohe Ausgasungen auf, die selbst zwar kaum gefährlich sind, aber Rückschlüsse auf die Ablagerungen zulassen. Durch Sickerwasser aus dem Ablagerungsbereich kommt es zu Schadstoffeinträgen in das Grundwasser. Die Schadstoffausbreitung im Grundwasser ist zwar begrenzt, dennoch stellt diese Altablagerung eine erhebliche Gefahr für die Umwelt dar.

### Verkehr
Der Bahnhof Mannswörth liegt an der S7, welche von Wien Floridsdorf über Schwechat und Flughafen Wien nach Wolfsthal verkehrt.

## Persönlichkeiten
- Rudolf Hausleithner (1840–1918), akademischer Maler
- Rudolf Horacek (1915–1986), bildender Künstler